# Drypetes pacifica
Drypetes pacifica là một loài thực vật có hoa trong họ Putranjivaceae. Loài này được (I.W.Bailey & A.C.Sm.) A.C.Sm. mô tả khoa học đầu tiên năm 1964.